# Центральная (гостиница, Киров)
Гости́ница «Центра́льная» (с 2022 года — отель «CHARUSIN», с 2023 года — отель «Чарушин») — здание и достопримечательность в историческом центре Кирова, расположенное по адресу улица Ленина, 80. Здание строилось в 1936—1937 года в стиле конструктивизма по проекту Ивана Аполлоновича Чарушина. Одно из наиболее значимых сооружений архитектора в Кирове. Является памятником архитектуры, объектом культурного наследия России регионального значения.

## История
В 1929 году Воскресенский собор, действовавший в Вятке с начала XVIII века, был закрыт для прихожан. В январе 1935 года городские власти утвердили генеральный план застройки города, к тому времени переименованного в Киров, предусматривавший снос всех храмов в его центре, а в следующем 1936 году Воскресенский собор был разрушен. К 20-летнему юбилею Октябрьской революции предполагалось возвести на освободившемся месте новую гостиницу. В конкурсе, организованном в марте 1935 года краевым исполкомом, победил проект бывшего губернского архитектора Ивана Аполлоновича Чарушина. По одной из версий, Чарушин, бывший в своё время прихожанином Воскресенского собора и венчавшийся в нём, специально запроектировал скруглённый угол здания, чтобы избежать строительства на месте фундамента снесённого храма.
Проектом было предусмотрено строительство 150 жилых комнат на 249 человек. В цокольном этаже южного крыла располагались ресторан, бильярдная и помещения для персонала. Также в здании предполагалось обустроить летнее кафе, парикмахерскую, универмаг и отделение почты.
После получения всех согласований подрядчиком определили трест «Кирпромстрой», здание начали строить ударными темпами. Строительство велось с многочисленными нарушениями и постоянным отставанием от первоначального графика. Рабочие-строители из-за неудовлетворительных бытовых условий увольнялись, создавая высокую текучку кадров. Из 400 человек, необходимых по плану, на стройке постоянно работало около 200, материалов постоянно не хватало. Эти замечания обсуждались на заседаниях краевого исполкома, одним из решений было привлечь к стройке комсомольцев. 1 января 1936 года подрядной организацией стал трест «Кирместпромстрой». Несмотря на все проблемы, первые номера, оборудованные дубовой мебелью и раковинами с горячим и холодным водоснабжением, сдали в эксплуатацию уже 26 декабря 1936 года, а здание полностью — в начале 1937 года. Сметная стоимость проекта по оценке Чарушина составляла 1,5 млн рублей, но фактически на стройку, отделку и закупку мебели потратили более 3,6 миллионов рублей. Окончательная смета была согласована с Наркомхозом РСФСР уже после начала строительства, 5 июня 1936 год. Средняя стоимость одного дня проживания в гостинице в 1938 году составила 10 рублей 19 копеек, численность обслуживающего и вспомогательного персонала гостиницы в этом году составила 129 человек.
В 1950-х годах году по проекту архитектора Бориса Ивановича Александрова южное крыло здания было надстроено в длину, что нарушило первоначальную симметрию объёмов, но позволило увеличить номерной фонд гостиницы. В этот же период открытая галерея, венчавшая центральную часть здания, приобрела остекление. 28 марта 1983 года решением исполкома Кировского областного Совета народных депутатов «О постановке на государственную охрану вновь выявленных памятников истории и культуры Кировской области» № 6/191 здание гостиницы было объявлено памятником градостроительства и архитектуры регионального значения. В 1994 году здание было реконструировано.
В XXI веке здание гостиницы по-прежнему остаётся архитектурной доминантой исторического центра Кирова и считается одним из наиболее значимых творений Ивана Аполлоновича Чарушина. В 2022 году в честь 160-летнего юбилея со дня рождения архитектора гостиница «Центральная» была переименована в «Charushin Hotel», что вызвало возмущение общественности из-за использования английской версии написания. Впоследствии название и вывеска гостиницы были русифицированы, она стала называться «Отель Чарушин». В лобби отеля располагается экспозиция, посвящённая истории здания и его архитектору.

## Галерея

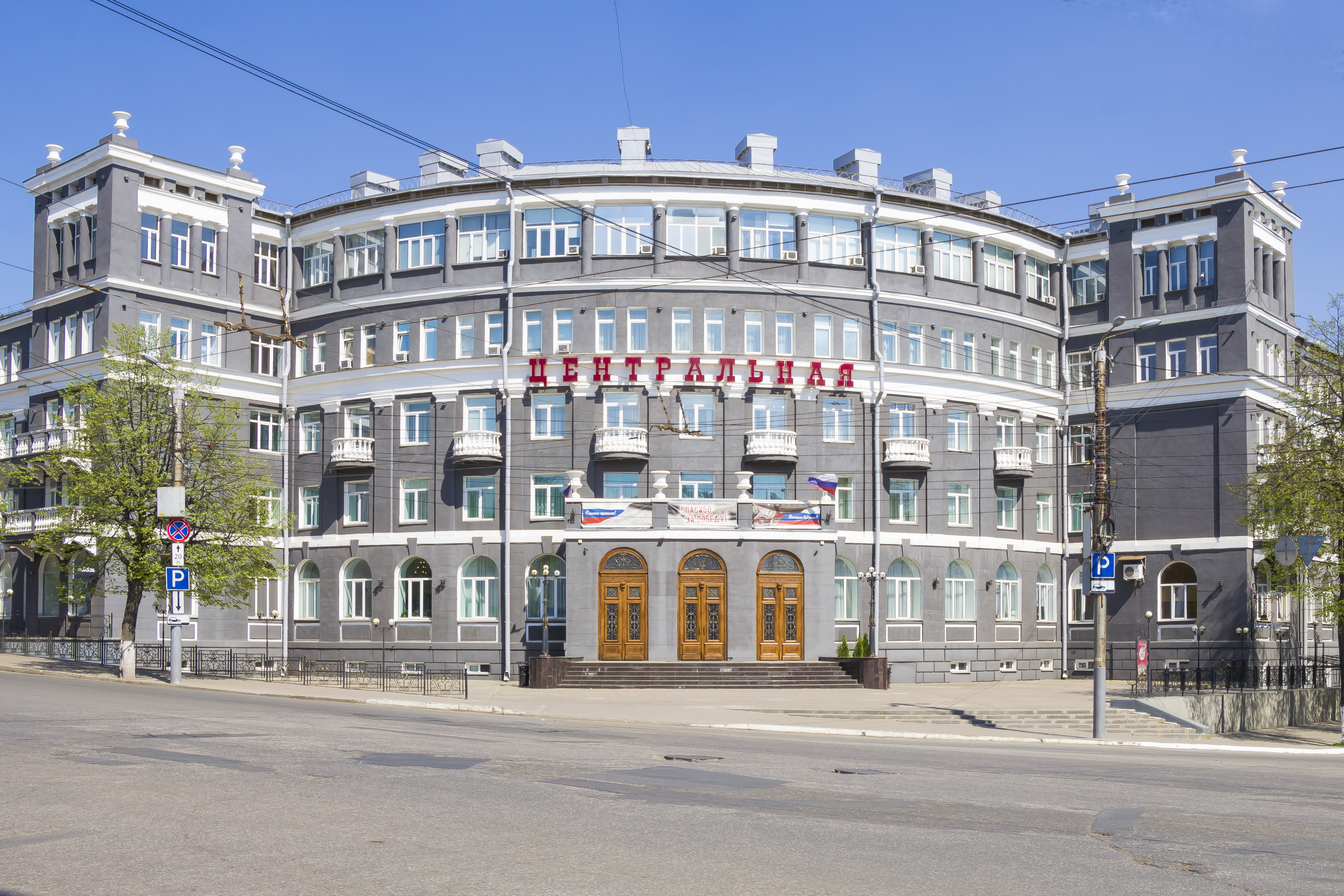
С вывеской «Центральная» (2019)
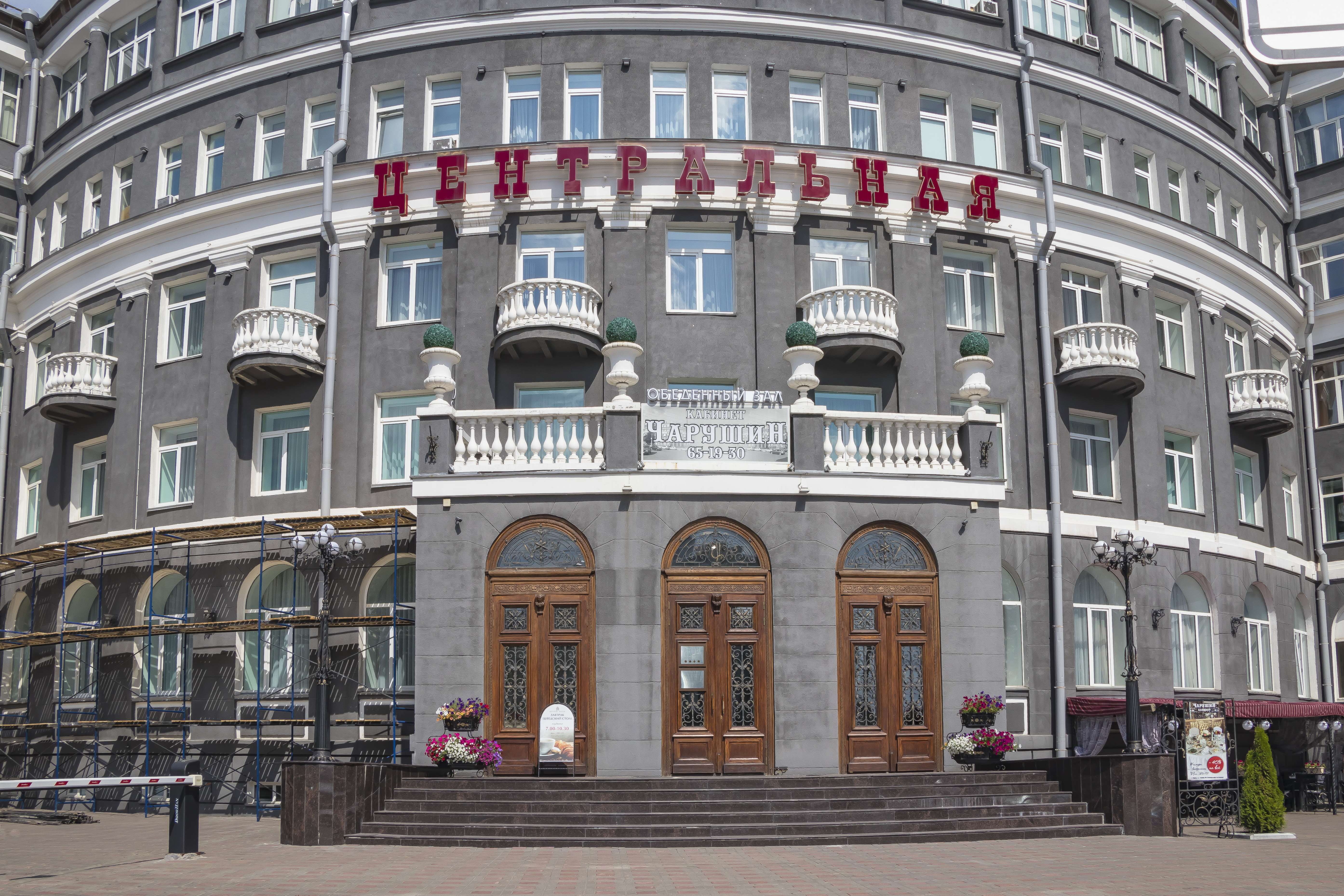
Главный угловой фасад
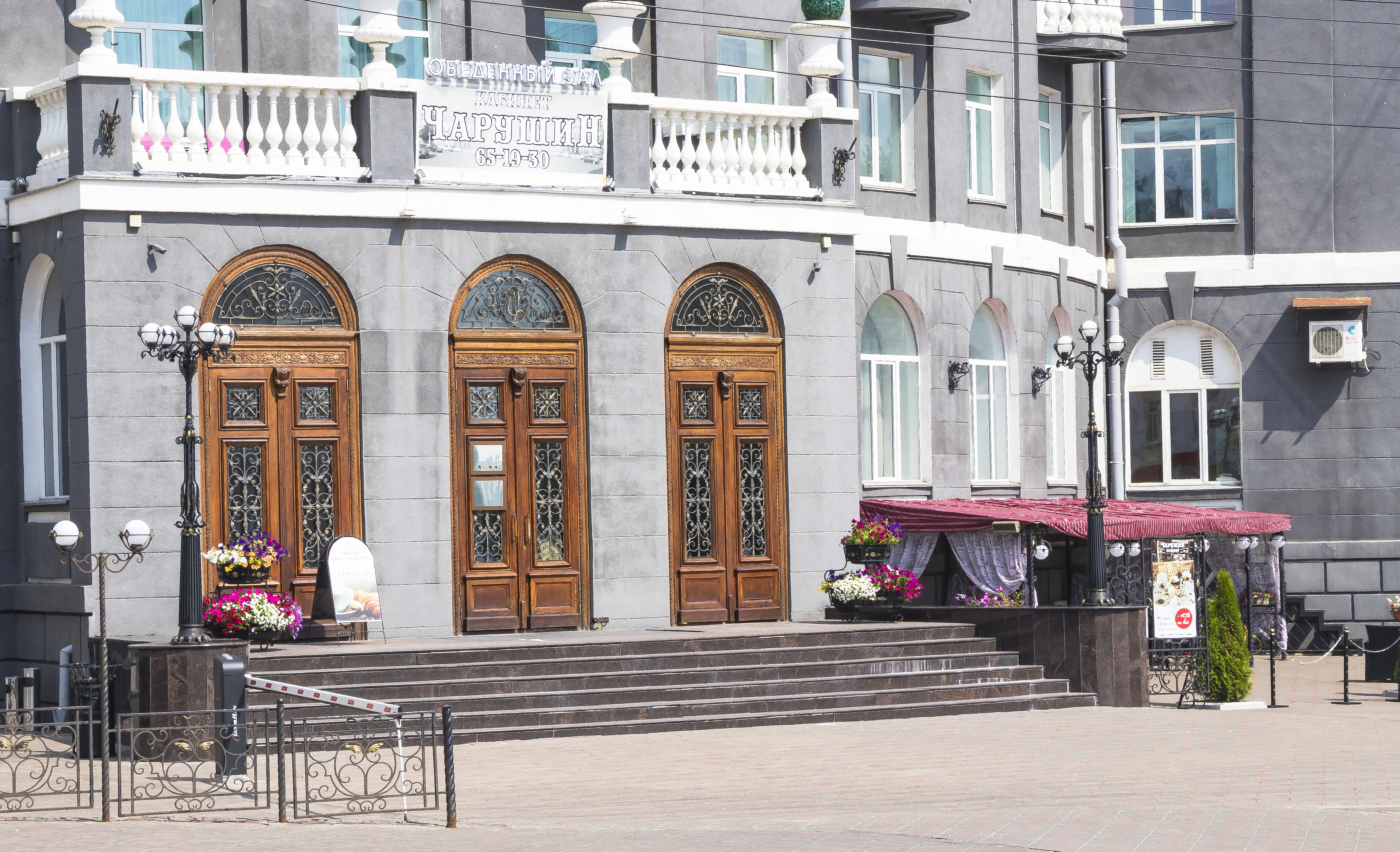
Центральный вход
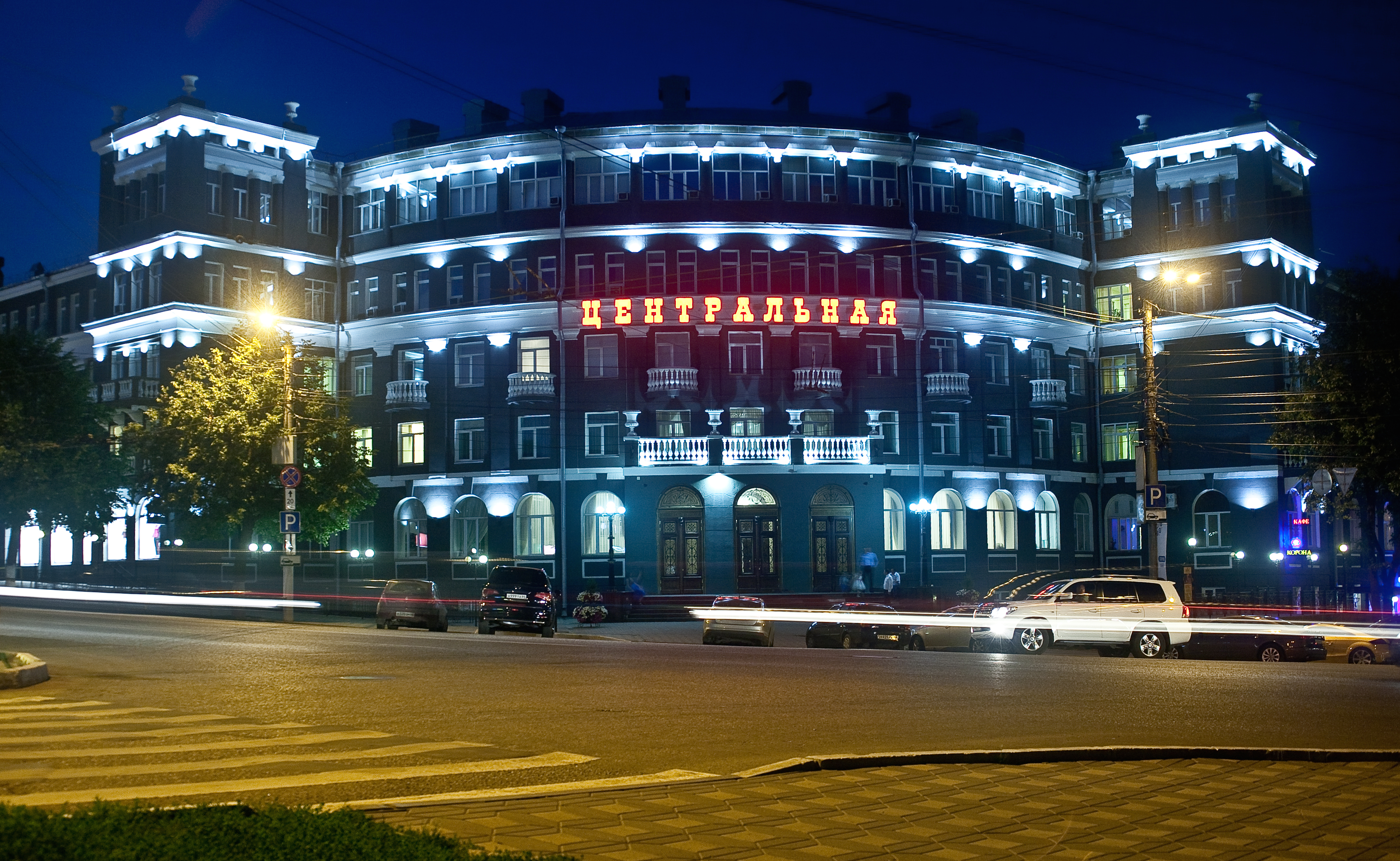
Вечерний вид